# Bergabfahrhilfe
Die Bergabfahrhilfe (auch Hill Descent Control (HDC) oder Downhill Speed Regulation (DSR))  ist eine vornehmlich für Sport Utility Vehicles (SUV) und Off-Roader eingesetzte Fahrstabilitätshilfe beim Bergabfahren auf losem Untergrund bzw. auf Niedrigreibwert wie Schnee, die auf dem ESP aufbaut. HDC kontrolliert die Geschwindigkeit eines Fahrzeugs mit Hilfe von Bremseingriff und Motorschleppmoment und hält sie so konstant, je nach Untergrund auf beabsichtigte 10 – 20 km/h.
Beim Bergabfahren wird ähnlich einem Untersetzungsgetriebe elektronisch eine relativ langsame und sichere Bergabgeschwindigkeit automatisch vom System eingeregelt, bei der das Fahrzeug ohne Überbremsen insbesondere der Hinterachse und den damit einhergehenden Seitenführungsverlust spurtreu eine Bergabfahrt meistert.
Der Fahrer muss nur noch lenken, nicht bremsen bzw. beschleunigen, um das Fahrzeug stabil und sicher den Abhang bzw. Berg hinunterzufahren. Zusätzliches Beschleunigen ist weiterhin möglich. Der physikalische Zusammenhang ist analog der Funktion des ABS: Nur ein rollendes Rad kann auf jedwedem Untergrund genügend Kräfte zur Seitenführung aufbauen und führt somit zu einer kontrollierten Bergabfahrt.
Diese elektronische Hilfe kann teilweise, aber nicht immer, ein Untersetzungsgetriebe ersetzen und spart somit Kosten. Zuschaltbar ist HDC meistens erst bei Geschwindigkeiten unter 40 km/h.